# Mottrom Dulany Ball

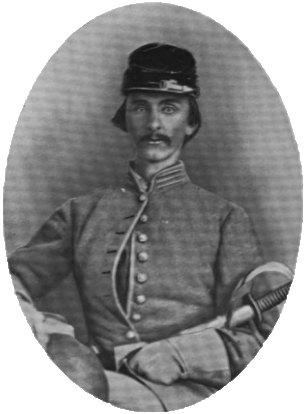
Mottrom Dulany Ball

M.D. Ball, właściwie Mottrom, Mottrone lub Mottram Dulany Ball (ur. 23 czerwca 1835 w Fairfax, zm. 13 sierpnia 1887 w pobliżu Sitka) – amerykański wojskowy, prawnik, wydawca i urzędnik państwowy, od 1878 do 1879 faktyczny gubernator Departamentu Alaski (formy, w którą była zorganizowana Alaska od 1867 do 1884).

## Życiorys

### Pochodzenie
Pochodził ze znaczącej rodziny w Wirginii, która wywodziła się od pułkownika Williama Balla, emigranta osiadłego w 1650 w Millenbeck. Był najstarszym z siedmiorga dzieci pułkownika Spencera Mottrom Balla i Mary Dulany. Jego ojciec kilkukrotnie zasiadał w Izbie Reprezentantów Wirginii.

### Dorosłość
W 1854 ukończył College of William & Mary z tytułem Master of Arts, po czym pracował jako nauczyciel. Walczył w stopniu pułkownika po stronie konfederatów w wojnie secesyjnej, w kwietniu 1861 organizując kawalerię w hrabstwie Fairfax. Wkrótce jednak trafił do niewoli, z której wypuszczowno go w czerwcu. Pomimo złożonej obietnicy, ponownie przystąpił do walk po stronie konfederatów.
W 1867 ukończył studia prawnicze na College of William & Mary. W 1868 bezskutecznie starał się o mandat reprezentanta hrabstwa Fairfax w konwencji konstytucyjnej Virginii. Od 1872 był wydawcą gazety Standard and Sentinel (zmienił nazwę na Virginia Sentinel) w Alexandrii. Początkowo wspierał Partię Demokratyczną, jednak po wyborach z 1868 zbliżył się do Partii Republikańskiej.

### Na Alasce
Został zatrudniony jako poborca podatkowy pracujący dla Departamentu Skarbu. Przebywał na Alasce, którą od 1877 do 1879 zarządzał Departament Skarbu, którego był wówczas najwyższym urzędnikiem w terenie. Jako taki od 27 marca 1878 do 13 czerwca 1879 był formalnie gubernatorem Alaski. 3 kwietnia 1879 po dwuletniej przerwie na Alaskę powróciła marynarka, która przejęła ponownie kontrolę nad Departamentem Alaski.
W 1881 był organizatorem i członkiem lokalnej konwencji w Harrisburgu. Został na niej wybrany jako przedstawiciel, aby razem z republikaninem Benjaminem Harrisonem opracowali akt organiczny dla Alaski. Ich starania poskutkowały podniesieniem Alaski do rangi Dystryktu w 1884 i pozwoliły od 1906 posiadać reprezentanta w Kongresie.
Ze względu na pogarszające się zdrowie we wrześniu 1887 wyruszył z rodziną statkiem do Kalifornii; zmarł niedługo po wyruszeniu z Sitka.

## Życie prywatne
Od 1860 był żonaty z Sarą Lewis Wirght (1839–1923), z którą miał szóstkę dzieci. Pochowany w Falls Church.